# Francis Ryan
Francis John « Hun » Ryan (né le 10 janvier 1908 à Philadelphie (Pennsylvanie) et mort le 14 octobre 1977 dans la même ville), était joueur américain de football.

## Biographie

### Carrière professionnelle
Ryan grandit à Philadelphie où il joue d'abord au football à Frankford High School. En 1929, il signe à New York Galicia. Après une saison, il retourne au Lighthouse Boys Club. Il n'y reste qu'une saison avant d'aller chez les Philadelphia German-Americans en 1931. Il y reste jusqu'en 1936. En 1933, Philadelphie rejoint l'American Soccer League (ASL). Les German-Americans gagnent le titre de 1934-1935 et l'U.S. Open Cup 1936.

### Sélection nationale et olympique
Ryan joue pour la première fois le 28 mai 1928 lors d'une défaite 11-2 contre l'Argentine aux Jeux olympiques de 1928. Il marque dix jours plus tard lors d'un 3-3 contre la Pologne à Varsovie. Il ne rejoue pas jusqu'à la coupe du monde 1934 lors d'une défaite 7-1 contre l'Italie. Il participe également aux Jeux olympiques de 1936.
En 1958, Ryan est introduit au National Soccer Hall of Fame.